# Aulacocyclus kaupi
Aulacocyclus kaupi is een keversoort uit de familie Passalidae. De wetenschappelijke naam van de soort is voor het eerst geldig gepubliceerd in 1869 door MacLeay.